# Loubna Benhadja
Loubna Benhadja, född 11 februari 2001, är en algerisk friidrottare. Hon deltog vid olympiska sommarspelen 2020.